# شهرستان گلب
شهرستان گلب یک منطقهٔ مسکونی در اریتره است که در منطقه آنسبا واقع شده‌است.